# کاپیتال (کشتی پدالی)
کاپیتال (کشتی پدالی) (به انگلیسی: Capital (sidewheeler)) یک کشتی بود که طول آن  277 بود.